# Alexandra Morton
Alexandra B. Morton, née le 13 juillet 1957 dans le Connecticut, aux États-Unis. Elle est  biologiste marine reconnue pour ses etudes de plus de 30 ans sur l'écholocation d'orque (Ocinus orca) dans l'archipel Broughton en Colombie britannique (Canada). Depuis 1990 sa recherche se concentre sur l'étude de l'impact de l'élevage (fermes) du saumon sur le saumon sauvage du Canada. Elle est une environnementaliste reconnue pour la lutte qu'elle mène contre l'aquaculture en milieu naturel marin.

## Biographie
Alexandra Morton étudie la biologie marine et la cétologie à l'American University et obtient un B.Sc. en 1977. À cette époque, elle enregistre les sons émis par les orques en captivité dans le bassin du Marineland, en Californie. La décennie suivante, elle s'installe à Echo Bay, sur l’île Gilford, en Colombie-Britannique, pour étudier le langage des orques en liberté de la population d'orques résidentes du Sud.
En 1987, des exploitations aquacoles commencent à s'installer à proximité, dans les eaux de l'archipel Broughton. Des centaines de milliers de saumons de l'Atlantique sont élevés dans des nasses dans l'océan Pacifique. Les orques résidentes du Sud, qui se nourrissent presque exclusivement de saumon chinook, quittent la région.
Au début des années 2000, Alexandra Morton constate que les saumoneaux sauvages à proximité des filets d'élevage sont infestés par le pou du poisson et que beaucoup n'atteignent pas l'âge adulte,. Elle commence à s'intéresser aux incidences environnementales de la salmonicoulture et aux quantités inhabituelles de virus, de bactéries et de parasites auxquels les saumons sauvages sont exposés à proximité des élevages.
Alexandra Morton organise une campagne de dons pour financer une action en justice et obtient un jugement plaçant les élevages de poissons sous juridiction fédérale au Canada. En 2015, puis une nouvelle fois en 2016, elle peut ainsi intenter une action contre Pêches et Océans Canada en arguant que le ministère ne respecte pas la réglementation visant à protéger le saumon sauvage.
En 2016, elle participe avec Pamela Anderson à une campagne de l'organisme de défense de l'environnement Sea Shepherd contre le saumon d'élevage en Colombie-Britannique.
Le 24 octobre 2020, elle est la candidate des Verts dans la circonscription de North Island aux élections provinciales en Colombie-Britannique.
Alexandra Morton est la directrice de la Raincoast Research Society, qu'elle fonde en 1981 pour étudier les incidences de la salmoniculture sur le saumon sauvage en Colombie-Britannique, et la cofondatrice de la Broughton Archipelago Stewardship Alliance, qu'elle crée en 1999 pour contribuer à l'étude et à la restauration de l'habitat du saumon.
Un épisode de la série documentaire Humanima lui est consacré.

## Honneurs
- 2010 : Doctorat honoris causa de l'Université Simon Fraser pour ses recherches sur le pou du poisson[10]
- 2010 : WINGS WorldQuest Sea Award[11]
- 2008 : Eugene Rogers Environmental Award[12]
- 2006 : Murray A. Newman Award for Aquatic Conservation[13]
- 1992 : Sheila Egoff Prize, Canadian Children's Book Centre, pour Siwiti: A Whale Story[1]